# Туреччина на Чемпіонаті світу з легкої атлетики 2017
Туреччина на Чемпіонаті світу з легкої атлетики 2017, що проходив з 4 по 13 серпня 2017 року в Лондоні (Велика Британія) була представлена 27 спортсменами.

## Медалісти
| Медаль | Спортсмен      | Змагання                          | Дата     |
| ------ | -------------- | --------------------------------- | -------- |
| Срібло | Ясмані Копелло | 400 метрів з бар'єрами (чоловіки) | 9 серпня |

## Результати

### Чоловіки
Трекові і шосейні дисципліни
| Спортсмен                                                                  | Дисципліна           | Попередні забіги | Попередні забіги | Забіги    | Забіги | Півфінал  | Півфінал | Фінал           | Фінал           |
| Спортсмен                                                                  | Дисципліна           | Результат        | Місце            | Результат | Місце  | Результат | Місце    | Результат       | Місце           |
| -------------------------------------------------------------------------- | -------------------- | ---------------- | ---------------- | --------- | ------ | --------- | -------- | --------------- | --------------- |
| Емре Зафер Барне                                                           | 100 м                | 10.22            | 2 Q              | 10.22     | 21 Q   | 10.27     | 18       | Завершив виступ | Завершив виступ |
| Жак Харві                                                                  | 100 м                | Н/Д              | Н/Д              | 10.13     | =10 Q  | 10.16     | 12       | Завершив виступ | Завершив виступ |
| Раміль Гулієв                                                              | 200 м                | Н/Д              | Н/Д              | 20.16     | 3 Q    | 20.17     | 4 Q      |                 |                 |
| Полат Арікан                                                               | 10000 м              | Н/Д              | Н/Д              | Н/Д       | Н/Д    | Н/Д       | Н/Д      | DNF             | –               |
| Майк Кіген                                                                 | Марафон              | Н/Д              | Н/Д              | Н/Д       | Н/Д    | Н/Д       | Н/Д      | 2:14.29         | 14              |
| Мерт Гірмалегессе                                                          | Марафон              | Н/Д              | Н/Д              | Н/Д       | Н/Д    | Н/Д       | Н/Д      | 2:17.36         | 29              |
| Ясмані Копелло                                                             | 400 м з бар'єрами    | Н/Д              | Н/Д              | 49.13     | 1 Q    | 48.91     | 6 Q      | 48.49           | 2               |
| Тарік Лангат Акдаг                                                         | 3000 м з перешкодами | Н/Д              | Н/Д              | 8.53.42   | 44     | Н/Д       | Н/Д      | Завершив виступ | Завершив виступ |
| Ерсін Таджир                                                               | Ходьба 20 км         | Н/Д              | Н/Д              | Н/Д       | Н/Д    | Н/Д       | Н/Д      |                 |                 |
| Мерт Атлі                                                                  | Ходьба 20 км         | Н/Д              | Н/Д              | Н/Д       | Н/Д    | Н/Д       | Н/Д      |                 |                 |
| Саліх Коркмаз                                                              | Ходьба 20 км         | Н/Д              | Н/Д              | Н/Д       | Н/Д    | Н/Д       | Н/Д      |                 |                 |
| Емре Зафер Барне Жак Алі Харві Раміль Гулієв Іззет Сафер Ягіткан Хекімоглу | Естафета 4 × 100 м   | Н/Д              | Н/Д              |           |        | Н/Д       | Н/Д      |                 |                 |
| Батухан Алтінтас Явуз Кан Ясмані Копелло Ахмет Касап Махсум Коркмаз        | Естафета 4 × 400 м   | Н/Д              | Н/Д              |           |        | Н/Д       | Н/Д      |                 |                 |

Технічні дисципліни
| Спортсмен     | Дисципліна     | Кваліфікація | Кваліфікація | Фінал           | Фінал           |
| Спортсмен     | Дисципліна     | Результат    | Місце        | Результат       | Місце           |
| ------------- | -------------- | ------------ | ------------ | --------------- | --------------- |
| Есреф Апак    | Метання молота | 73.55        | 16           | Завершив виступ | Завершив виступ |
| Озкан Балтачі | Метання молота | 74.69        | 11 Q         |                 |                 |

### Жінки
Трекові і шосейні дисципліни
| Спортсмен         | Дисципліна           | Забіги    | Забіги | Півфінал         | Півфінал         | Фінал            | Фінал            |
| Спортсмен         | Дисципліна           | Результат | Місце  | Результат        | Місце            | Результат        | Місце            |
| ----------------- | -------------------- | --------- | ------ | ---------------- | ---------------- | ---------------- | ---------------- |
| Мер'єм Акда       | 1500 м               | 4:12.51   | 37     | Завершила виступ | Завершила виступ | Завершила виступ | Завершила виступ |
| Ясмін Джан        | 5000 м               |           |        | Н/Д              | Н/Д              |                  |                  |
| Ясмін Джан        | 10000 м              | Н/Д       | Н/Д    | Н/Д              | Н/Д              | 31:35.48         | 11               |
| Фадіме Суна Селік | Марафон              | Н/Д       | Н/Д    | Н/Д              | Н/Д              | DNF              | –                |
| Озлем Кая         | 3000 м з перешкодами | 9.37.06   | 14     | Н/Д              | Н/Д              | Завершила виступ | Завершила виступ |
| Туба Гювенч       | 3000 м з перешкодами | 10.13.03  | 38     | Н/Д              | Н/Д              | Завершила виступ | Завершила виступ |

Технічні дисципліни
| Спортсмен      | Дисципліна     | Кваліфікація | Кваліфікація | Фінал            | Фінал            |
| Спортсмен      | Дисципліна     | Результат    | Місце        | Результат        | Місце            |
| -------------- | -------------- | ------------ | ------------ | ---------------- | ---------------- |
| Елв Тугсуг     | Метання списа  | 63.87        | 6 Q          | 64.52            | 5                |
| Ківілджім Кайя | Метання молота | 67.76        | 15           | Завершила виступ | Завершила виступ |